# Hugo Lobatón
Hugo Lobatón Gálvez (Chincha, 4 de marzo de 1941 - Lima, 18 de enero de 2015) fue un futbolista y entrenador peruano que jugaba en la posición de delantero.

## Trayectoria
Comenzó su carrera en 1961 defendiendo el color granate del Defensor Lima, en 1960 había jugado un amistoso reforzando al Ciclista Lima.
Llegó a Sporting Cristal a mediados de 1962 jugando al lado de grandes jugadores de talla mundial como Luis Rubiños, Eloy Campos, Orlando de la Torre, Roberto Elías, Alberto Gallardo y José del Castillo.
Estuvo presente en históricos partidos de los celestes en 1964 ante FC Barcelona de España y el Dínamo de Moscú, donde cobró singular protagonismo al causar la expulsión de la araña negra Lev Yashin, leyenda del arco mundial, esto ocurrido casi al finalizar el partido que los celestes del Rímac ganarían con gol del doctor Eloy Campos. 
En mayo de 1968 (luego de la participación rimense en Copa Libertadores donde jugó ante Deportivo Portugués de visita) fue prestado al Juan Aurich de Próspero Merino, Nemesio Mosquera, Eladio Reyes entre otros con los que salieron subcampeones justamente tras perder la final ante Sporting Cristal (partidos que no pudo jugar por tener contrato con los rimenses). 
En febrero de 1969 regresó a Sporting Cristal y jugó el primer partido de Copa Libertadores ante Juan Aurich empate 3-3, a mediados de marzo emigró a México donde alternó en Diablos Blancos de Torreón y luego en el Irapuato en la temporada 1971 y 1972. 
Regresó al Juan Aurich en 1973 y se retiró en Barcelona de Ecuador en 1974.
También fue preseleccionado nacional para el Mundial de México 70’ y participó del segundo amistoso ante la selección de Inglaterra en el Estadio Nacional en 1962.

## Clubes

### Como jugador
| Club             | País    | Año         |
| ---------------- | ------- | ----------- |
| Defensor Lima    | Perú    | 1961        |
| Sporting Cristal | Perú    | 1962 - 1968 |
| Juan Aurich      | Perú    | 1968        |
| Sporting Cristal | Perú    | 1969        |
| CF Torreón       | México  | 1969 - 1971 |
| CD Irapuato      | México  | 1971 - 1972 |
| Juan Aurich      | Perú    | 1973        |
| Barcelona        | Ecuador | 1974        |

### Como entrenador
| Club                  | País    | Año  |
| --------------------- | ------- | ---- |
| Sportivo Cerrito      | Uruguay | 1975 |
| Técnico Universitario | Ecuador | 1978 |

## Legado familiar
Miembro de una familia de muchos futbolistas peruanos, que incluyen a sus medios hermanos menores los Lobatón Donayre: Pablo campeón 1983, Luis en EGB fines 80s, y Carlos campeón 1991; asimismo a sus primos Abel Lobatón Vesgas y Manuel Lobatón Vesgas, y a sus sobrinos Abel Lobatón, Carlos Lobatón y Jhilmar Lobatón Espejo.